# جسی جین (کشتی‌گیر حرفه‌ای)
تیلور گرادو (به انگلیسی: Taylor Grado؛ متولد ۲ ژوئن ۱۹۹۶) کشتی‌گیر حرفه‌ای آمریکایی است. او در حال حاضر با دبلیودبلیوئی قرارداد دارد و با نام جسی جین (به انگلیسی: Jacy Jayne) در برند ان‌اکس‌تی فعالیت می‌کند و قهرمان کنونی عنوان قهرمانی زنان ان‌اکس‌تی است. او پیش‌تر دو بار قهرمان عنوان تگ تیم زنان ان‌اکس‌تی نیز شده است.